# Ukraińskie partie polityczne w II RP
Ukraińskie partie polityczne w II RP
W okresie międzywojennym na terenie Polski działało 10 większych ukraińskich partii i organizacji politycznych, w tym 9 legalnie. Nielegalną organizacją była Organizacja Ukraińskich Nacjonalistów.
Uwzględniając ich programy polityczne oraz stosunek do rządu polskiego, można podzielić je na 5 grup:
- grupa burżuazyjno-narodowa
- grupa emigracyjna
- grupa prorządowa
- grupa nacjonalistyczna
- grupa komunistyczno-socjalistyczna

## Grupa burżuazyjno-narodowa
W jej skład można zaliczyć: Ukraińskie Zjednoczenie Narodowo-Demokratyczne (UNDO), Ukraińską Partię Socjalistyczno-Radykalną (USRP), Ukraińska Socjaldemokratyczna Partia Robotnicza (USDP), Ukraińska Partia Socjal-Demokratyczna (USDP), Ukraińska Partia Pracy (UPP), Ukraińską Katolicką Partię Ludową (UKNP).

## Grupa emigracyjna
W skład tej grupy wchodzili: Ukraińscy Narodowi Republikanie (UNR), Petlurowcy i Związek Państwowców Hetmańskich (SHD).

## Grupa prorządowa
W jej skład wchodziły: Wołyńskie Zjednoczenie Ukraińskie (WUO), Agrarna Ukraińska Chłopska Partia (UChP) i Russka Organizacja Włościańska (RSO)

## Grupa nacjonalistyczna
Do niej zaliczamy: Front Jedności Narodowej (FNJ) i Organizację Ukraińskich Nacjonalistów (OUN).

## Grupa komunistyczno-socjalistyczna
W jej skład zaliczamy: Komunistyczną Partię Zachodniej Ukrainy (KPZU) oraz Ukraińskie Włościańsko-Robotnicze Zjednoczenie Socjalistyczne (Sel-Rob).